# Homonota underwoodi
Homonota underwoodi es una especie de lagarto gekónido del género Homonota. Es un saurio de hábitos nocturnos y de dieta insectívora que habita en el centro-sur de Sudamérica.

## Distribución y hábitat
Homonota underwoodi es un endemismo del oeste árido de la Argentina, habiéndosela colectado en las provincias de Catamarca, La Rioja, San Juan, Mendoza La Pampa, San Luis, hasta Río Negro.

## Taxonomía
Homonota underwoodi fue descrita originalmente en el año 1964 por el herpetólogo Arnold G. Kluge.
Localidad tipo
La localidad tipo es: ‘‘Agua de la Peña, Ischigualasto, 82 km al noroeste de San Agustín del Valle Fértil, provincia de San Juan, Argentina’’.
Ejemplares tipo
El ejemplar holotipo es el asignado con el código MCZ R-58140. 
Etimología
Etimológicamente el término genérico Homonota deriva de las palabras en idioma griego homos que significa ‘uniforme’, ‘mismo’, ‘similar’ y notos que se traduce como ‘dorso’ o ‘espalda’. El nombre específico underwoodi refiere al apellido del herpetólogo británico Garth Leon Underwood (1919-2002) al que se le dedicó la especie. 

## Características
Homonota underwoodi es un lagarto de formas esbeltas, de una longitud de unos 50 mm entre hocico y cloaca. Una combinación de caracteres diagnósticos permite separarlo de otras especies del género Homonota. H. underwoodi se caracteriza por la ausencia de cromatóforos en el abdomen, de escamas quilladas y de internasales, por poseer subcaudales verticalmente romboidales y por el conducto auditivo con bordes dentados formados por escamas cónicas.

## Hábitos
Homonota underwoodi es un lagarto desertícola, terrestre y nocturno que se reproduce de manera ovípara. Es un reptil característico de la biocenosis psamófilas de la ecorregión terrestre del monte, en donde puede soportar al sol temperaturas sobre el suelo que alcanzan los 56 °C. Se refugia entre las raíces de los arbustos, bajo piedras o en las escasas cuevas de ambientes arenosos, donde comparte albergue con arañas y escorpiones sicáridos.